# Shetland (serie televisiva)
Shetland è una serie televisiva britannica prodotta da ITV per la BBC, trasmessa dal 10 marzo 2013 su BBC One e basata sui personaggi creati da Ann Cleeves.
In Italia, la serie va in onda dal 15 marzo 2018 su Giallo.
Nel 2016 la serie ha ricevuto il premio BAFTA Scotland per la migliore serie televisiva drammatica e Douglas Henshall ha vinto il premio come miglior attore televisivo.

## Trama
L'ispettore Jimmy Perez e la sua squadra indagano sui crimini che avvengono all'interno della comunità insulare delle Isole Shetland.

## Produzione
La prima stagione è composta da un'unica storia suddivisa in due parti, basata sul romanzo Red Bones di Ann Cleeves. Successivamente, una seconda stagione è stata commissionata dalla BBC; questa serie è stata ampliata per contenere tre storie divise ognuna in due parti, storie basate anch'esse sui romanzi di Cleeves: Raven Black, Dead Water e Blue Lightning.
La terza stagione e quelle successive hanno visto un cambio di formato, ognuna con una storia unica divisa in 6 parti (in Italia sono state trasmesse in tre volte, raggruppando i 6 episodi a due a due). Queste storie sono state scritte esclusivamente per la televisione e nessuna di esse è un adattamento dei romanzi della Cleeves.
Poco prima della première della settima stagione, Henshall ha dichiarato che sarebbe stata l'ultima a cui avrebbe preso parte. È stato quindi annunciato che sarebbe stato sostituito nel ruolo principale da Ashley Jensen dall'ottava stagione in poi.

## Episodi
| Stagione         | Episodi | Prima TV UK | Prima TV Italia |
| ---------------- | ------- | ----------- | --------------- |
| Prima stagione   | 2       | 2013        | 2018            |
| Seconda stagione | 6       | 2014        | 2018            |
| Terza stagione   | 6       | 2016        | 2019            |
| Quarta stagione  | 6       | 2018        | 2019            |
| Quinta stagione  | 6       | 2019        | 2020            |
| Sesta stagione   | 6       | 2021        | 2022            |
| Settima stagione | 6       | 2022        | 2023            |
| Ottava stagione  | 6       | 2023        | 2024            |
| Nona stagione    | 6       | 2024        | -               |

## Luoghi delle riprese
Le riprese sono effettuate solitamente a Glasgow e in altre aree della Scozia continentale, in aree con paesaggi o edifici che ricordano quelli delle isole Shetland. Altre riprese sono state effettuate a Lerwick, il porto principale delle isole Shetland, nonché nel villaggio di Wester Quarff a sud di Lerwick. Alcune riprese sono state girate all'isola di Fair e al santuario della fauna selvatica di Hillswick.

## Musiche
Le musiche della serie sono del compositore scozzese John Lunn.